# Unidade Antiterrorista (Libéria)
A Unidade Antiterrorista (em inglês:  Anti-Terrorist Unit, ATU), também conhecida como Brigada Antiterrorista, foi uma força paramilitar do governo da Libéria, estabelecida pelo então presidente Charles Ghankay Taylor em 1997-1998. Chuckie Taylor, filho de Charles Ghankay Taylor, serviu como comandante da força por um período. A unidade foi inicialmente organizada ostensivamente para proteger prédios governamentais, a mansão executiva, o aeroporto internacional e fornecer segurança para algumas embaixadas estrangeiras. Foi um grupo de forças especiais composto predominantemente por estrangeiros de Burkina Faso e Gâmbia, bem como ex-combatentes da Frente Revolucionária Unida de Serra Leoa.
Segundo a Human Rights Watch a "unidade militar pró-governo, também cometeu crimes de guerra durante o conflito armado na Libéria de 1999 a 2003. Nos anos em que “Chuckie” Taylor chefiou a unidade, esses crimes de guerra incluíram assassinatos extrajudiciais de civis e prisioneiros, estupros e outras torturas, sequestros e recrutamento de crianças-soldados". 
A Unidade Antiterrorista não tinha base legal para sua existência e não estava sob o comando do Ministério da Defesa.
Sam Bockarie (também conhecido como Mosquito) foi nomeado como um dos quadros superiores  da Unidade Antiterrorista em um relatório publicado em outubro de 2001. De acordo com um relatório do Painel de Peritos da ONU sobre Diamantes e Armas em Serra Leoa, publicado em dezembro de 2000, um antigo oficial da Força de Defesa da África do Sul, Fred Rindel, treinou até 1.200 membros da unidade entre setembro de 1998 e agosto de 2000, quando Rindel rescindiu seu contrato após atenção negativa da mídia.

### Obras citadas
- «Youth, Poverty and Blood: The Lethal Legacy of West Africa's Regional Warriors» (PDF). New York City: Human Rights Watch. 17 (5(A)). Março de 2005

- Globalsecurity.org, Antiterrorist Unit (ATU)